# Снежок (горилла)
Снежо́к (в русских источниках встречается также вариант Снежинка, исп. Copito de Nieve, кат. Floquet de Neu; ок. 1964 — 24 ноября 2003) — единственная известная в истории зоологических наблюдений горилла-альбинос (самец), долгие годы жившая в зоопарке испанского города Барселона.

## Жизнь

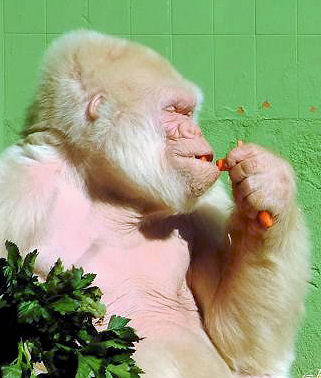

Снежок был представителем подвида западная равнинная горилла. Согласно официальной версии, он был пойман на территории Испанской Гвинеи 1 октября 1966 года местным жителем Бенито Манье, который убил остальных горилл из его группы и четыре дня продержал примата у себя дома. Затем он был перевезён в Бату и продан приматологу Жорди Сабатеру Пи в Барселону. Изначально, на языке фанг, на котором говорил охотник, поймавший гориллу, его назвали Нфуму Нгуи (Nfumu Ngui), что дословно означает «Белая горилла». 
Приобретение животного обошлось зоопарку в 15 000 песет, что, по некоторым источникам, делает Снежка самым дорогим животным, когда-либо приобретавшимся каким-либо учреждением. При поимке его возраст был оценён примерно в два года. Уже через небольшой промежуток времени Снежок получил широкую известность не только в Испании, но и во всём западном мире: его изображение печаталось на открытках и путеводителях, он стал неофициальным талисманом Барселонского зоопарка, о нём было снято несколько документальных фильмов.
В общей сложности Снежок имел потомство из 21 детёныша от трёх разных самок, но никто из его потомков не был альбиносом. Альбинизм Снежка, по мнению исследователей, связан с инбридингом. В конце 1980 года учёные из Лондонского зоопарка стали собирать у Снежка сперму для искусственного оплодотворения самок с целью изучить возможность рождения от него детёнышей-альбиносов, однако эксперимент закончился неудачей. Начиная с 2001 года Снежок болел необычной формой рака кожи, которая, вероятно, была связана с его альбинизмом. Он был подвергнут эвтаназии в ноябре 2003 года, прожив около 40 лет (в среднем гориллы живут 30—50 лет).
Астероид (95962) Копито назван в его честь.